# Foroni Verona Football Club
Il Foroni Verona Football Club, conosciuto più semplicemente come Foroni Verona, è stata una società di calcio femminile di Verona. I colori sociali erano il verde e il bianco. Nella sua storia sportiva ha conquistato 2 campionati di Serie A (2002-2003, 2003-2004), una Coppa Italia (nel 2002) e 2 Supercoppe italiane.

## Storia
Il club venne fondato a Verona nel 1989 come Associazione Calcio Foroni. Nel 1994 si affiliò alla FIGC, iscrivendosi al campionato unico di Serie C Veneto per la stagione 1994-1995, conclusa con la promozione in Serie B, secondo livello del campionato italiano femminile di calcio. Nella stagione 1998-1999 il Foroni concluse il girone B della Serie B al primo posto a pari merito con il Trento, vinse lo spareggio per 1-0 e conquistò l'accesso ai play-off per la promozione in Serie A. Perse la prima sfida contro il Tradate, accedendo allo spareggio finale contro le Aquile Palermo: vinse la gara di andata in casa per 4-0 e pareggio per 2-2 il ritorno, conquistando la promozione in Serie A.

Il Foroni Verona per la prima volta campione d'Italia nella stagione 2002-2003

Dopo aver concluso a metà classifica il suo primo campionato di Serie A, il Foroni terminò al secondo posto la stagione 2000-2001 a quattordici punti di distanza dalla Torres Fo.S. e superando la concorrenza della Ruco Line Lazio. Nella stagione successiva la sfida con la Ruco Line Lazio si spostò alla conquista dello scudetto. Entrambe le squadre conclusero la stagione regolare al primo posto a pari punti, con diciassette punti di vantaggio sul Bardolino terzo classificato e con pochissime reti subite (7 la Lazio e 4 il Foroni). L'assegnazione dello scudetto venne decisa nello spareggio disputatosi a Pisa l'11 maggio 2002: così come le due partite di campionato, anche lo spareggio si concluse in parità e furono necessari i tiri di rigore, che videro prevalere la Ruco Line Lazio. Pochi giorni dopo entrambe le squadre si ritrovarono a Senigallia per disputare la finale della Coppa Italia, sfida che vide il Foroni vincere grazie alla rete realizzata da Chiara Gazzoli all'ottavo minuto del secondo tempo e conquistare il suo primo trofeo.

La statunitense Jill Rutten nella stagione 2002-2003

Nell'estate 2002 il club cambiò denominazione in Foroni Verona Football Club e avvia una campagna di rafforzamento della squadra mettendo sotto contratto Elisa Camporese, Fabiana Comin, Moira Placchi, Daniela Tavalazzi e Rita Guarino. A settembre arrivò la vittorie della Supercoppa italiana contro la Lazio grazie alla doppietta realizzata da Silvia Tagliacarne. La stagione 2002-2003 vide il Foroni Verona dominare il campionato, vincendo 25 partite su 26 e perdendo solo l'andata contro la Lazio, e realizzando 126 reti, delle quali 54 segnate da Chiara Gazzoli capocannoniere del torneo, conquistando così il suo primo scudetto.
Grazie alla vittoria del campionato, il Foroni Verona partecipò alla UEFA Women's Cup nell'edizione 2003-2004: partì nel mese di agosto 2003 dalla fase a gironi dove venne subito eliminato per la peggior differenza reti generale rispetto alla compagine russa dell'Ėnergija Voronež. Nel mese di settembre vinse nuovamente la Supercoppa italiana travolgendo la Lazio per 6-1. In campionato il Foroni Verona concluse al primo posto e vinse il suo secondo scudetto consecutivo. In Coppa Italia giunse in finale, ma venne sconfitto dalla Torres, seconda classificata in campionato, con un netto 6-0. 
Nell'estate 2004, a causa del ritardo nell'iscrizione alla stagione 2004-2005, non venne ammessa al campionato e cancellata dal registro, di conseguenza la società venne costretta a sospendere definitivamente l'attività ufficiale.
Nello stesso anno dalle ceneri del Foroni nacque una nuova società il Calcio Femminile Verona, che ha in seguito giocato in serie B. I colori sociali sono il giallo e il blu (i colori della seconda divisa sono il rosa e il nero).

## Calciatrici
- Fabiana Comin
- Chiara Gazzoli
- Katia Serra
- Manuela Tesse
- Alessia Tuttino

## Palmarès

La vittoria dello scudetto 2002-2003

### Competizioni nazionali
- Campionato italiano: 2

2002-2003, 2003-2004
- Coppa Italia: 1

2001-2002
- Supercoppa italiana: 2

2002, 2003

### Competizioni giovanili
- Campionato Primavera: 1

2001-2002

### Altri piazzamenti
- Campionato italiano:

Secondo posto: 2000-2001, 2001-2002
- Coppa Italia:

Finalista: 2003-2004
Semifinalista: 2002-2003

### Annotazioni
1. ↑  Non ha mai cambiato denominazione aggiungendo "Hellas" alla sua denominazione e nell'archivio F.I.G.C. risulta ancora questa l'ultima denominazione (dall'"Annuario 2003 Le Società", a pagina 57, edito a Roma dall'Ufficio Affari Generali della F.I.G.C. con la collaborazione del C.E.D. e dell'Ufficio Stampa della F.I.G.C., ultimo annuario cartaceo edito dalla Federazione) così come pubblicato fino alla fine della sua attività sportiva dal sito www.divisionecalciofemminile.it che ha trascritto la denominazione "Foroni Verona F.C." sulla sua ultima classifica ufficiale della stagione sportiva 2003-2004 (sito visitato in varie date quando ancora attivo).
2. ↑  Il Calcio Femminile Verona non aveva alcuna relazione con un'altra società veronese, il Verona Calcio Femminile

### Fonti
1. ↑   Serie A: spareggio, anzi, spareggi, su calciodonna.it, 4 maggio 2002. URL consultato il 15 febbraio 2018.
2. ↑   Lazio Campione d'Italia, su calciodonna.it, 11 maggio 2002. URL consultato il 15 febbraio 2018.
3. ↑   La Coppa al Foroni, su calciodonna.it, 25 maggio 2002. URL consultato il 15 febbraio 2018.
4. ↑   Foroni 2001/2002, su calciodonna.it. URL consultato il 15 febbraio 2018.
5. ↑   Foroni che corazzata! Arriva anche Rita Guarino, su calciodonna.it, 28 luglio 2002. URL consultato il 15 febbraio 2018.
6. ↑   Super Foroni, su calciodonna.it, 7 settembre 2002. URL consultato il 15 febbraio 2018.
7. ↑   Serie A, Foroni campione in anticipo, su calciodonna.it, 26 aprile 2003. URL consultato il 15 febbraio 2018.
8. ↑   Foroni super, sei gol alla Lazio, su calciodonna.it, 6 settembre 2003. URL consultato il 15 febbraio 2018.
9. ↑   Serie A: i verdetti finali, su calciodonna.it, 8 maggio 2004. URL consultato il 15 febbraio 2018.
10. ↑   Torres a valanga conquista la Coppa, su calciodonna.it, 29 maggio 2004. URL consultato il 15 febbraio 2018.
11. ↑   Il Foroni è fuori dalla serie A - Non si è iscritto. Forse una nuova società per ripartire dalla B, su L'Arena, 4 agosto 2004.
12. ↑   Comunicato nº 154/A del 2 febbraio 2006 - Decadenza dalla affiliazione (PDF), su figc.it, 2 febbraio 2006. URL consultato il 15 febbraio 2018.
13. ↑  La Serie C era la categoria unica nella regione, non essendo stata definita all'epoca la Serie D.